# 都会の森
『都会の森』（とかいのもり）は、1990年7月6日から9月14日にかけて、TBS系列で金曜日22:00 - 22:54に放送された、弁護士を主人公とする法廷ドラマである。
2005年にDVDが発売された。2008年1月28日から2月2日までCS・TBSチャンネルで再放送される等、その後もTBSチャンネルで再放送されている。
2021年12月23日から2022年1月11日まで月曜日から金曜日の17:00からBS放送のBS-TBSで再放送されていた。

## ストーリー
司法修習を終えたが、父・宣明が検事である事に対する反発から、期待に逆らい弁護士となる事を選んだ八橋進介が、様々な事件に遭遇し、先輩に励まされつつ一歩ずつ成長して行く様を描く。
主題歌を歌う徳永英明自身も出演。また、番組のエンディングで主題歌のCDプレゼントの告知も徳永自身が行っていた。

## キャスト

### 主要人物
八橋進介
演 - 高嶋政伸　
司法修習を終えたばかりの新米弁護士。父の宣明は東京地検検事正、兄の研介と祖父も検事という検事一家に育ったが、父の反対を押し切り弁護士となった。そのことも一因となって、父との関係は険悪である。舟本法律事務所所属。所長の舟本守道がある事件（担当検事は宣明）の弁護をした際、その「消される命より、売られる命」という弁論を聴き、守道を尊敬したからというのが同事務所を選んだ理由だが、採用の決め手は「もうひとり雇うついで」であった。上がり性であり、法廷でトチったり、受付書類の書式を誤るなど失敗も多いが、持ち前の正義感と情熱で、何事にも真摯に立ち向かっていく。機関車の真似をしながら「なんだ坂、こんな坂」とつぶやきつつ、自宅近くの「こんなん坂」を登ることで自分に気合いを入れることがある。
伊波徹平
演 - 江口洋介　
進介の大学時代からの友人。弁護士を志望していたが、経済的な事情で司法試験受験を断念し、現在は新聞社の司法記者。既に記者としての経験を積んでいるため、進介よりも法曹界の事情に詳しい。
川口景子
演 - 財前直見
進介の大学時代からの友人。進介と同じく、司法修習を終えたばかりの新米弁護士。進介とは別の事務所所属だが、進介にはいろいろ協力してくれる。

### 舟本法律事務所
舟本美波子
演 - 黒木瞳　
舟本守道の娘で弁護士。舟本法律事務所所属。進介は学生時代から憧れていた。あだ名は「黒い女豹」。不在がちの父に代わって、事務所を切り盛りする。本編中で、都会の森のような人を恋人にしたいと思っていたと語るシーンがあった。
片桐晶
演 - 田中美佐子
弁護士。通称は「白いライオン」。美波子とは司法修習の同期だが、あることがきっかけで疎遠になっている。舟本法律事務所に「所長代理のようなもの」として採用された。
清水鮎子
演 - 水野真紀　
舟本法律事務所の事務員。進介に対しては好意的。
下田半吉
演 - エド山口　
舟本法律事務所の事務員。何度も司法試験に挑戦している。進介に対しては、批判的な態度をとる。
舟本守道
演 - 鈴木瑞穂　
弁護士。人権擁護派の代表的な存在。全国を飛び回っていて、留守がち。事務所の経営は火の車らしい。入れ歯のせいで、進介のことを「やちはしくん」と言ってしまう。宣明とは「敵同士」だが、立派な人物だと評価している。その関係は「上杉謙信と武田信玄」とのこと。

### 八橋家
八橋明美
演 - 久我陽子　
進介の妹。高校生ながら、亡くなった母にかわり家事もこなしている。父と進介の関係を修復しようとしたり、進介が失敗したりしたときは叱咤激励したりと、進介にとっては「母親みたいな妹」どころか「まるで母親」。
八橋宣明
演 - 佐藤慶　
進介の父で、東京地検検事正。自分の意に反して弁護士になった進介を認めていない。仕事で妻の死に立ち会えなかったことで、進介に恨まれていると思っているらしい。舟本守道との対決となった裁判では、「法は情に勝る」と主張して闘った。野中弥生の公判で奮闘する進介に、「ひとつの悲しみを救うことは、別の悲しみを作ることだ」などの言葉をいくつもかける。ラッキョウ と納豆が好物で、納豆は朝晩食べても飽きない程。

### バー「灯火」
林まゆみ
演 - 竹井美佳
バー「灯火」のママ。
日下清彦
演 - 徳永英明（友情出演）
従業員。被告人であった日下の弁護を美波子が担当したことが知り合ったきっかけ。ただしその時には妻がいた。

### 東京地検
才賀伸也
演 - 伊武雅刀　
検事。「東京地検ナンバーワンの切れ者」と言われる。野中弥生の公判を担当し、進介たちと対決することになる。進介たちからは「四角ダルマ」と呼ばれている。
水上怜子
演 - 刀根麻理子
検事。求刑が重いことで知られる。野中弥生事件では才賀の補佐を務める。
高田雅代
演 - 原知佐子
野中弥生の公判担当判事。

### その他
中原草太
演 - 神田利則　
中学生。不登校が続き、一日中パソコンだけが相手という生活が続いていたが、野中先生とパソコン通信によって一度は心を開いた。野中弥生と夫が争う現場を目撃したが、そこから先の記憶が一部欠落してしまう。
中原きよ子
演 - 黒田福美　
草太の不登校と、事件に巻き込まれた夫のことで心を痛める。
川崎よね
演 - 五月晴子
野中弥生の事件の証人。煙草屋の主人。進介と歳が近い息子がいる。
中原司郎
演 - 中本賢
息子の元担任教師と愛人関係になったと言われ、そのことがもとで事件が起こってしまう。仕事は著述業。
野中弥生
演 - 和泉ちぬ
中学校教師。教え子・中原草太の親である中原司郎と愛人関係になり、そのことを罵倒した夫を撲殺したとして逮捕・起訴された。本人は罪状を認め、弁護の方針も情状酌量を求めるはずだったが、「形式上」の主任弁護人になった進介が第1回公判において「被告人は無罪ッ!」と叫んだことから裁判は思いがけない方向へ進んでいく。
小川朝子
演 - 夏海京子
野中弥生の妹。姉の無罪を信じるが、事件がもとで婚約が破談となった。
その他のキャスト：ただのあっ子、二瓶鮫一、明石良、望月太郎、山口杏子、美里まり、平泉成（小畑社長）、矢山治

## 主題歌
- 「壊れかけのRadio」徳永英明

## スタッフ
- 企画：飯島敏宏
- 脚本：長坂秀佳
- 音楽：YO NO
- 法律監修：新井宏明
- 演出補：根本実樹、岡田寧
- 製作担当：千葉耕蔵
- プロデュース：森田光則、浜井誠
- 演出：山田高道、桜井秀雄、松本健、森田光則、松原信吾、根本実樹
- 制作：TBS、木下プロダクション
- 技術：株式会社 東通

## ノベライズ
- 「都会の森」：長坂秀佳・水城雄（徳間書店1990.8.31初刷）

## 放送日程
| 話数   | 放送日        | サブタイトル        | 演出     |
| ------ | ------------- | ------------------- | -------- |
| 第1回  | 1990年7月06日 | いざ! 初法廷        | 山田高道 |
| 第2回  | 1990年7月13日 | 有罪・無罪          | 山田高道 |
| 第3回  | 1990年7月20日 | 俺は見た!           | 桜井秀雄 |
| 第4回  | 1990年7月27日 | 進介、証言台に立つ! | 松本健   |
| 第5回  | 1990年8月03日 | アリバイが消えた!   | 森田光則 |
| 第6回  | 1990年8月10日 | 証言・先生が殺した! | 森田光則 |
| 第7回  | 1990年8月17日 | 弁護士失格!         | 根本実樹 |
| 第8回  | 1990年8月24日 | 意外!? 真犯人は…    | 森田光則 |
| 第9回  | 1990年8月31日 | 哀しい真実          | 森田光則 |
| 第10回 | 1990年9月07日 | 進介、崖ッぷち!     | 松原信吾 |
| 最終回 | 1990年9月14日 | 父と子の法廷        | 森田光則 |

## 補足
作中の「花田医師赤ちゃん売買事件」は、実際に起こった菊田医師赤ちゃんあっせん事件を参考にしている。

## その他
脚本の長坂秀佳は『金曜ドラマ』枠では唯一の作品である。また長坂が手がけた『ジュニア・愛の関係』（フジテレビ）でも高嶋政伸が主演を務めたほか水野真紀もレギュラー出演した。また、本作から12年後当局で放送された『こちら本池上署』でも高嶋が主演を務め水野もレギュラー出演した。